# Жинзифово
Жинзифово (болг. Жинзифово) — село в Болгарии. Находится в Кырджалийской области, входит в общину Кырджали. Население составляет 413 человек.

## Политическая ситуация
В местном кметстве Жинзифово, в состав которого входит Жинзифово, должность кмета (старосты) исполняет Сюлейман Юсеин Хасан (Движение за права и свободы (ДПС)) по результатам выборов.
Кмет (мэр) общины Кырджали — Хасан Азис (Движение за права и свободы (ДПС)) по результатам выборов.